# União Europeia de Surdos
A União Europeia de Surdos (The European Union of the Deaf, EUD) é uma organização europeia sem fins lucrativos que engloba as associações de surdos da Europa. Foi criada em 1985 e é a única organização que cuida dos interesses dos surdos num âmbito europeu.